# فاسيلي فاسيليفيتش كابنيست
فاسيلي فاسيليفيتش كابنيست (23 فبراير 1758 - 9 نوفمبر 1823) (بالروسية: Василий Васильевич Капнист) (بالأوكرانية: Василь Васильович Капніст) هو شاعر وكاتب مسرحي روسي من أصول أوكرانيَّة قوزاقيَّة. جدُّ فاسيلي من ناحية أبيه هو تاجر من البندقية ذو أصول يونانيَّة، عاش قُربَ مدينة بولتافا الأوكرانيَّة، أما أسلافه من ناحية أمِّه فهم من أصول قوزاقيَّة. كان فاسيلي صديقاً مُرقباً لنيكولاي لفوف وجافريلا ديرزهافين، تعرَّف عليهم أثناء خدمته في الحرس الإمبراطوري الروسي، وتزوَّج جميعهم من ثلاث أخوات شقيقات. انتقد كابنيست العبوديَّة، واعتبرها أكبر مساوئ المجتمع الروسي، وحذَّر من تسرُّبها إلى أوكرانيا. أبرز أعمال كابنيست هي دراما ساخرة تحت عنوان «تشيكان» (Chicane)، ينتقد فيها طريقة الحكومة في إدارة البلاد، خاصة النظم القضائيَّة، ويصور بطريقة ساخرة موظفي الحكومة كعصابة من اللصوص، وأثار الأسلوب التهكمي للدراما غضب القيصر، فأمر أن يُمحَى كابنيست من الذاكرة، فمُنِع من نشر أي أعمالٍ أخرى، رغم أنَّ كابنيست أهدى مسرحيته إلى القيصر. تُوفِّي كابنيست في عام 1823.